# 台南人劇團
台南人劇團，（英文：Tainaner Ensemble），原名華燈劇團，是一個臺灣的表演藝術團體，於1987年成立。近年來積極引介當代臺灣及歐美劇作家的作品，持續推動如「西方經典新詮」、「莎士比亞不插電」、「尋找劇作家的台南人」及「歐美當代經典」等不同系列的演出計劃。

近年也致力於音樂劇的創作與推廣，先後推出《木蘭少女》(與瘋戲樂工作室共製)、《美女與野獸》、《第十二夜》、《tick,tick...BOOM！》和《XXX仲夏夜之夢XXX春夢無痕跨年趴》等作品，也與新北市政府文化局共同主辦「新世代音樂劇表演人才培訓工作坊」。

## 歷史沿革
1987年「華燈劇團」創立，是一群戲劇愛好者於臺南市台南聖心堂「華燈藝術中心」所共組的表演團隊，早期以運用在地臺灣話相聲聞名。1997年，華燈藝術中心對華燈劇團而言已不敷使用，華燈劇團在華燈藝術中心創辦人紀寒竹神父鼓勵下走向自主自立、更名為「台南人劇團」。

## 歷年作品
- 2018年：新世代音樂劇表演人才培訓工作坊、
- 2019年：《浮生若夢之二手時代》、《半島風聲 相放伴》、《tick, tick...BOOM！》、《第十二夜》、春天戲水《K24》─青春正鬧版、《海江湧》─ 咱的日子
- 2020年：《XXX仲夏夜之夢XXX春夢無痕跨年趴》、《半島風聲 相放伴》、《第十二夜》、《年夜飯》
- 2021年：《Re/turn》十週年全新卡司Revival版、《泰特斯瘋狂場景》、《年夜飯》
- 2022年：《第十二夜》爵士音樂劇 開箱版廣藝Ｘ台南人劇團Ｘ真快樂掌中劇團《指忘》、《仲夏夜汁夢》
- 2023年：《Reality No-Show》

## 爭議
2017年3月23日台南人劇團發出道歉啟示，對於該團藝術總監呂柏伸在未獲創作人授權下，使用2011年於國立臺灣大學授課時，學生周書正所繳交的劇本《魔法師與小男孩》，改編為《魔法師的最後一堂課》，並聲稱該事件是行政疏忽。另外，與台南人劇團在2016年以「雲門劇場駐館計畫」獲得中華民國文化部新台幣95萬元的補助金，由於該計畫包括《魔法師的最後一堂課》演出示範講座，因此文化部已於同月26日發函請劇團提出說明。

## 外部連結
- 台南人劇團官方網站
- 台南人劇團的Facebook專頁
- 台南人劇團的Instagram帳戶
- 台南人劇團的YouTube頻道 （页面存档备份，存于）